# 双溪站
双溪站，是渝利铁路上的一个站点，位于中华人民共和国重庆市江北区鱼嘴镇境内。